# Comarca's van Catalonië

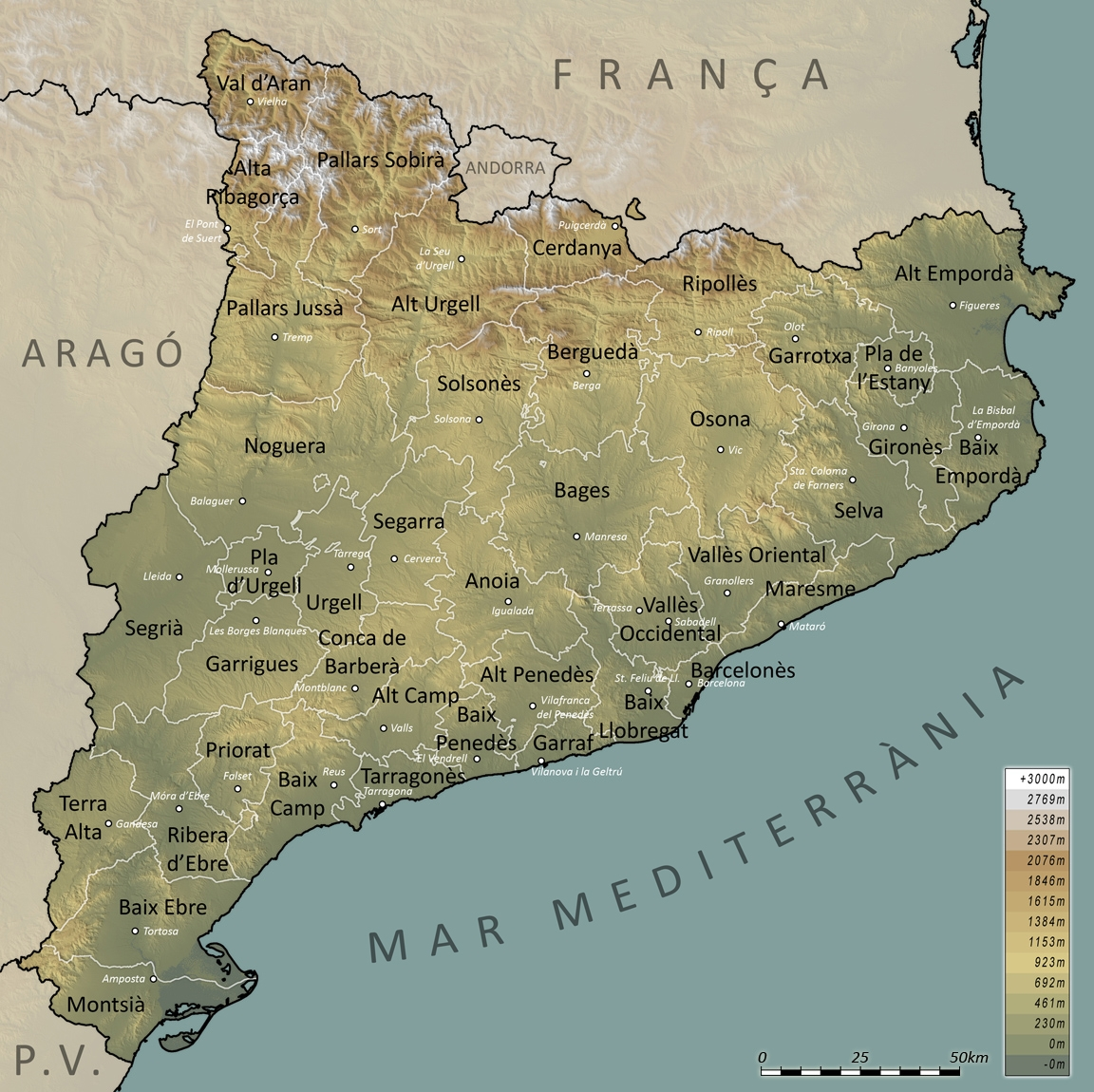
Comarca's van Catalonië

De comarca (Catalaans meervoud comarques, Spaans meervoud: comarcas) van Catalonië is een onderverdeling in districten van de provincies van Spanje binnen de Spaanse autonome regio Catalonië. Comarca betekent zoiets als het Amerikaanse "county" of het Engelse "shire" en is te vergelijken met de Duitse Kreise.

## Lijst
| Comarca              | Hoofdstad               | Bevolkingsaantal | Oppervlak (km²) | Provincie        |
| -------------------- | ----------------------- | ---------------- | --------------- | ---------------- |
| l'Alt Camp           | Valls                   | 35.635           | 544,7           | Tarragona        |
| l'Alt Empordà        | Figueres                | 99.321           | 1357,5          | Girona           |
| l'Alt Penedès        | Vilafranca del Penedès  | 80.976           | 592,4           | Barcelona        |
| l'Alt Urgell         | La Seu d'Urgell         | 19.105           | 1446,9          | Lleida           |
| l'Alta Ribagorça     | El Pont de Suert        | 3477             | 426,8           | Lleida           |
| l'Anoia              | Igualada                | 93.529           | 866,6           | Barcelona        |
| el Bages             | Manresa                 | 155.112          | 1295,2          | Barcelona        |
| el Baix Camp         | Reus                    | 145.675          | 695,3           | Tarragona        |
| el Baix Ebre         | Tortosa                 | 66.369           | 987,9           | Tarragona        |
| el Baix Empordà      | La Bisbal d'Empordà     | 102.566          | 700,5           | Girona           |
| el Baix Llobregat    | Sant Feliu de Llobregat | 692.892          | 486,5           | Barcelona        |
| el Baix Penedès      | El Vendrell             | 61.256           | 295,5           | Tarragona        |
| la Baixa Cerdanya    | Puigcerdà               | 14.158           | 546,4           | Girona/Lleida    |
| el Barcelonès        | Barcelona               | 2.093.670        | 143,1           | Barcelona        |
| el Berguedà          | Berga                   | 37.995           | 1182,5          | Barcelona/Lleida |
| la Conca de Barberà  | Montblanc               | 18.766           | 648,9           | Barcelona        |
| el Garraf            | Vilanova i la Geltrú    | 108.194          | 184,1           | Barcelona        |
| les Garrigues        | Les Borges Blanques     | 18.999           | 799,7           | Lleida           |
| la Garrotxa          | Olot                    | 47.747           | 734,2           | Girona           |
| el Gironès           | Girona                  | 136.543          | 575,5           | Girona           |
| el Maresme           | Mataró                  | 356.545          | 396,9           | Barcelona        |
| el Montsià           | Amposta                 | 57.550           | 708,7           | Tarragona        |
| la Noguera           | Balaguer                | 34.744           | 1733,0          | Lleida           |
| Osona                | Vic                     | 129.543          | 1263,8          | Girona           |
| el Pallars Jussà     | Tremp                   | 12.057           | 1290,0          | Lleida           |
| el Pallars Sobirà    | Sort                    | 6174             | 1355,2          | Lleida           |
| el Pla de l'Estany   | Banyoles                | 24.347           | 262,7           | Girona           |
| el Pla d'Urgell      | Mollerussa              | 29.723           | 304,5           | Lleida           |
| el Priorat           | Falset                  | 9196             | 496,2           | Tarragona        |
| la Ribera d'Ebre     | Móra d'Ebre             | 21.656           | 825,3           | Tarragona        |
| el Ripollès          | Ripoll                  | 25.744           | 958,7           | Girona           |
| la Segarra           | Cervera                 | 18.497           | 721,2           | Lleida           |
| el Segrià            | Lleida                  | 166.090          | 1393,7          | Lleida           |
| la Selva             | Santa Coloma de Farners | 117.393          | 995,5           | Girona/Barcelona |
| el Solsonès          | Solsona                 | 11.466           | 998,6           | Lleida           |
| el Tarragonès        | Tarragona               | 181.374          | 317,1           | Tarragona        |
| la Terra Alta        | Gandesa                 | 12.196           | 740,0           | Tarragona        |
| l'Urgell             | Tàrrega                 | 31.026           | 586,2           | Lleida           |
| era Val d'Aran       | Vielha e Mijaran        | 7691             | 620,5           | Lleida           |
| el Vallès Occidental | Sabadell, Terrassa      | 736.682          | 580,7           | Barcelona        |
| el Vallès Oriental   | Granollers              | 321.431          | 851,9           | Barcelona        |